# Маер, Джо
Джозеф Маер (англ. Joseph Maher) известный как Биг Джо Маер; род. 13 июля 1953 года, Вашингтон, США — американский блюзовый барабанщик. Номинант Blues Music Awards в номинации «Блюзовый барабанщик» (2004) . 

## Биография
Джозеф Маер родился и вырос в Вашингтоне, округ Колумбия. Изначально вдохновленный коллекцией пластинок отца и посещением блюзовых концертов в родном городе, Маер научился играть на барабанах еще в раннем подростковом возрасте. После окончания школы Маер собрал в Мэриленде блюзово-джазовый ансамбль «The Starliners» из трёх человек и немедленно отправился на гастроли. Затем работал менеджером, выступал в свинг-группе из 9 человек «The Uptown Rhythm Kings», затем несколько лет играл на барабанах в группе Tom Principato Band. В конце 1980-х Джо сформировал собственную группу из 5 человек «Big Joe & The Dynaflows», которая специализировалась на танцевальном джамп-блюзе  .
Дебютный альбом Big Joe and the Dynaflows, Good Rockin' Daddy, был выпущен в 1989 году, на котором «поклонники за пределами Вашингтона обнаружили, что он почти такой же сильный вокалист, как и его коллега Джордж Лех» . Затем Big Joe and the Dynaflows достаточно регулярно записывалась, выпустив ещё семь альбомов, последний из них Rockhouse Party был выпущен в 2019 году. Кроме того, Джо Маер записал альбом Mojo, минималистичный альбом с Джеффом Сарли на бас-гитаре. В декабре 1994 года The Washington Post отметила, что «достаточно послушать вступительный (и заглавный) трек в течение нескольких секунд, чтобы убедиться, что атмосфера и темп этой сессии больше связаны с лаконичными балладами Перси Мэйфилда, чем с барными воплями Биг Джо Тёрнера». Альбом 1998 года I'm Still Swingin' был удостоен премии Washington Area Music Award за лучшую блюзовую запись. Про него написали обратное, чем про предыдущий альбом «Хотя Биг Джо Маер утверждает, что Луи Джордан оказал на него наибольшее влияние, но стиль Маера больше напоминает…Биг Джо Тёрнера»   Также Маер периодически выступает со своим собственными Big Three Trio и Big Four Combo, в состав которых входил Джон Кокуцци. 
С середины 1990-х Маер работал музыкальным руководителем в ночном клубе Мика Флитвуда Fleetwood's в Александрии, штат Виргиния, и несколько раз Флитвуд потом приглашал Big Joe и Dynaflows на гастроли в качестве своего аккомпанирующего коллектива. В 2001 году получил травму спины, поскользнувшись на лестнице: «136-килограммовый барабанщик ударился поясницей о бетонный и металлический край лестницы. От удара он сломал позвоночник» . Травма едва не поставила крест на его карьере, но сумел вернуться. 
Биг Джо Маер много работал как сайдмен, среди тех музыкантов, у кого на альбомах он сыграл на барабанах (или спел) такие имена, как Боб Марголин, Энн Рэбсон, Рой Гейнс, Даррелл Налиш, Нэппи Браун. В 2004 году номинировался на звание лучшего барабанщика Blues Music Awards, в 2005 и 2009 годах был удостоен звания «Лучший блюзовый вокалист года» Washington Area Music Award. В 1997 году Big Joe and the Dynaflows удостоились чести выступить на одном из инаугурационных балов президента Билла Клинтона .
«У меня нет никаких сомнений, что Биг Джо Маер — один из лучших блюзовых барабанщиков, не говоря уже о певцах, ныне живущих. Его сердце бьётся под шаффл-бит „старой школы“» 
«Его микс из минималистичного свинга и джамп-блюза, характерных для биг-бэндов, сохранил верность традициям старой школы, несмотря на модные тенденции» 
«Его гибкий и свингующий, прыгучий бэкбит — это одновременно джаз, блюз и R&B. Это глубокий грув, буквально пропитанный соулом, но при этом прочно укоренённый в джазе и свинге — как будто Эл Джексон-младший и Даффи Джексон каким-то образом слились воедино. Он не слишком любит соло и эффектность — его подход к игре на барабанах сродни подходу Каунта Бейси» .

## Дискография
- 1989: Big Joe And The Dynaflows — Good Rockin Daddy (Powerhouse Records)
- 1991: Big Joe And The Dynaflows — Cool Dynaflow (Munich Records BV)
- 1994: Big Joe And The Dynaflows — Layin' In The Alley (Black Top Records)
- 1994: Big Joe Maher, Jeff Sarli — Mojo (Wildchild!)
- 1998: Big Joe And The Dynaflows — I'm Still Swingin' (Severn Records)
- 2000: Big Joe And The Dynaflows — All Night Long (Severn Records)
- 2010: Big Joe And The Dynaflows — You Can't Keep A Big Man Down (Severn Records)
- 2018: Big Joe And The Dynaflows — Midnight Rambler (Essential Media Group)
- 2019: Big Joe And The Dynaflows — Rockhouse Party (Severn Records)